# Países Baixos nos Jogos Olímpicos de Verão da Juventude de 2014
Os Países Baixos participaram dos Jogos Olímpicos de Verão da Juventude de 2014, realizados em Nanquim, na República Popular da China.